# Gérard Collomb
Gérard Collomb (født 20. juni 1947 i Chalon-sur-Saône, Saône-et-Loire, Bourgogne-Franche-Comté, død 25. november 2023) var en socialistisk fransk politiker, der maj 2017 til oktober 2018 var indenrigsminister. I årene 2001 - 2017 var han borgmester i Lyon; en post han vendte tilbage til i efteråret 2018.

## Første vicestatsminister
Den 15. maj 2017 udnævnte den nyvalgte præsident Emmanuel Macron republikaneren Édouard Philippe til premierminister. To dage senere blev socialisten Gérard Collomb udnævnt til første vicepremierminister. Dermed blev han nummer to i regeringerne Philippe I og Philippe II.
I oktober 2018 trak Collomb sig fra regeringen og vendte tilbage til sin post som borgmester i Lyon.

## Landspolitiker
Gérard Collomb var medlem af Senatet i 1999 - 2017. Desuden var han medlem af Nationalforsamlingen i 1981 - 1988.

## Borgmester i Lyon
I 2001 afløste Gérard Collomb den tidligere premierminister Raymond Barre som borgmester i Lyon. I 2015 blev Collomb desuden formand for rådet for Storlyon (Président de la Métropole de Lyon).